# Lijst van rivieren in Madagaskar

Rivieren in Madagaskar

Hieronder is een lijst van rivieren in Madagaskar:

## A
- Andranotsimistamalona
- Antainambalana

## B
- Bemarivo
- Besokatra
- Betsiboka
- Bombetoka

## F

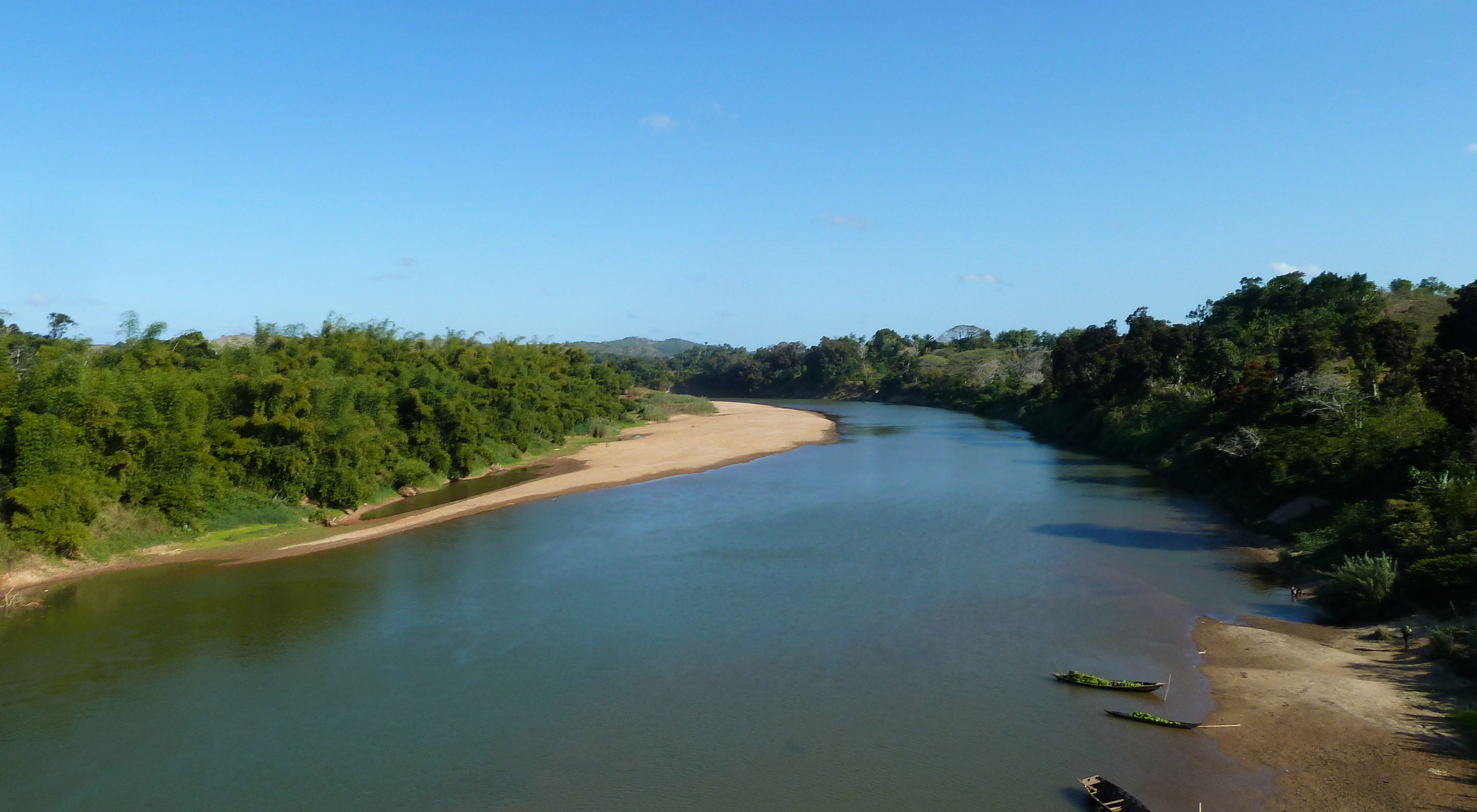
De Faraony.

- Fanambana
- Faraony
- Fiherenana

## I
- Ifasy
- Ihosy
- Ikopa
- Irodo
- Ivondro

## L

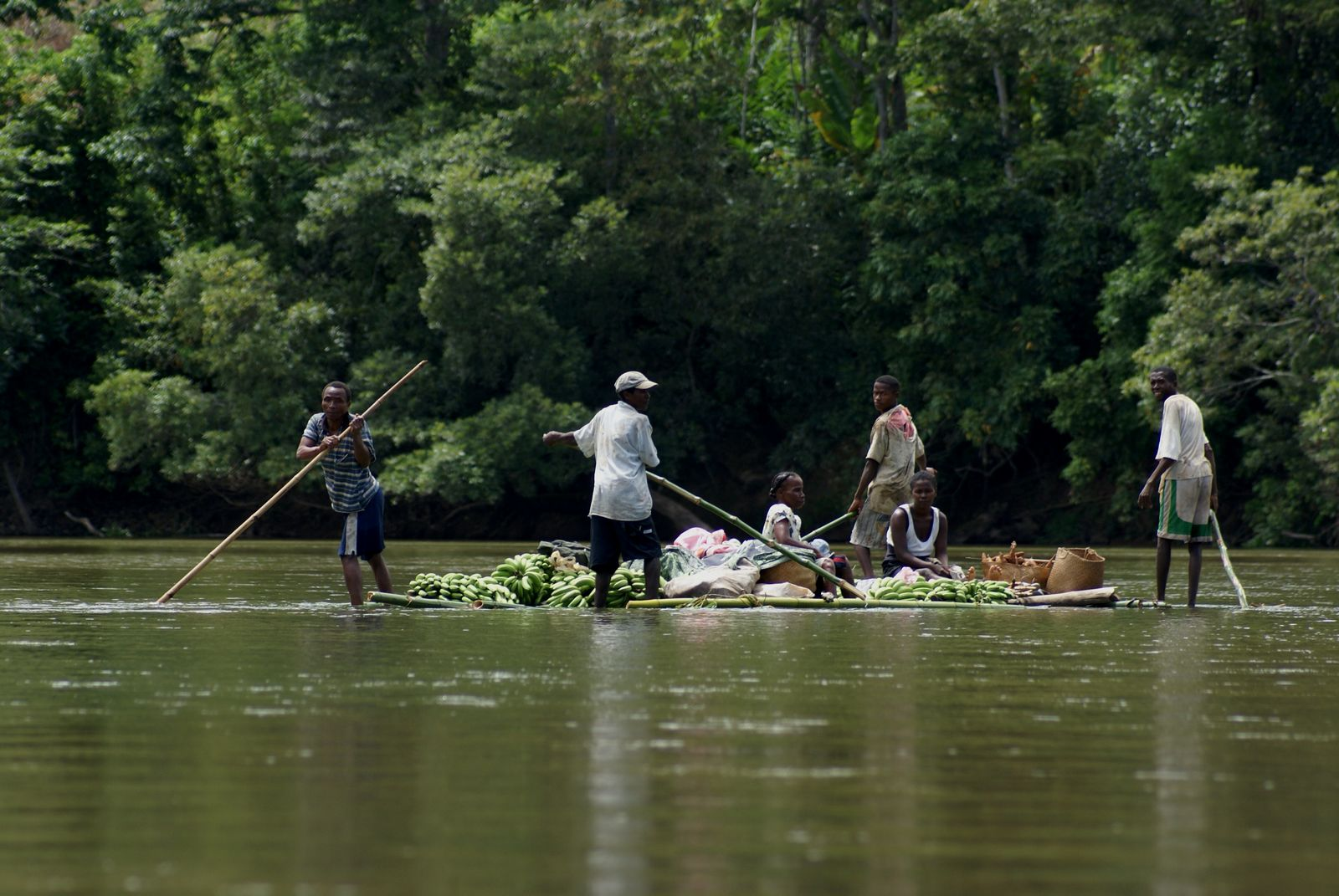
De Lokoho.

- Linta
- Loky
- Lokoho

## M

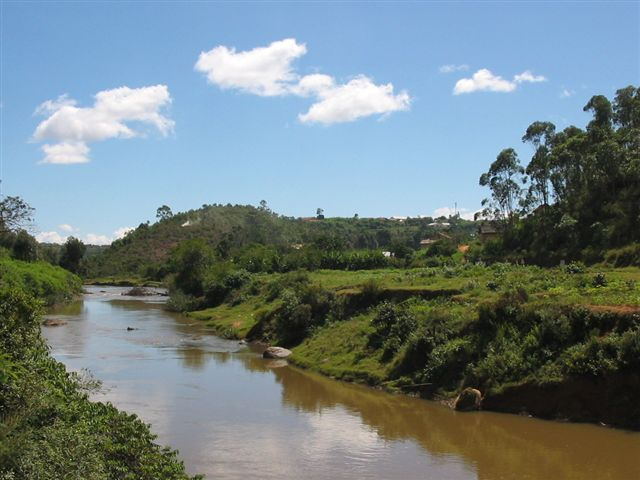
De Mananara.

- Maevarano
- Mahajamba
- Mahavavy-Nord
- Mahavavy-Sud
- Manambolo
- Manambaho
- Manampatrana
- Mananara
- Mananjary
- Mangoro
- Maningory
- Maningoza
- Mandrare
- Mangoky
- Mania
- Maningory
- Menarandra

## N

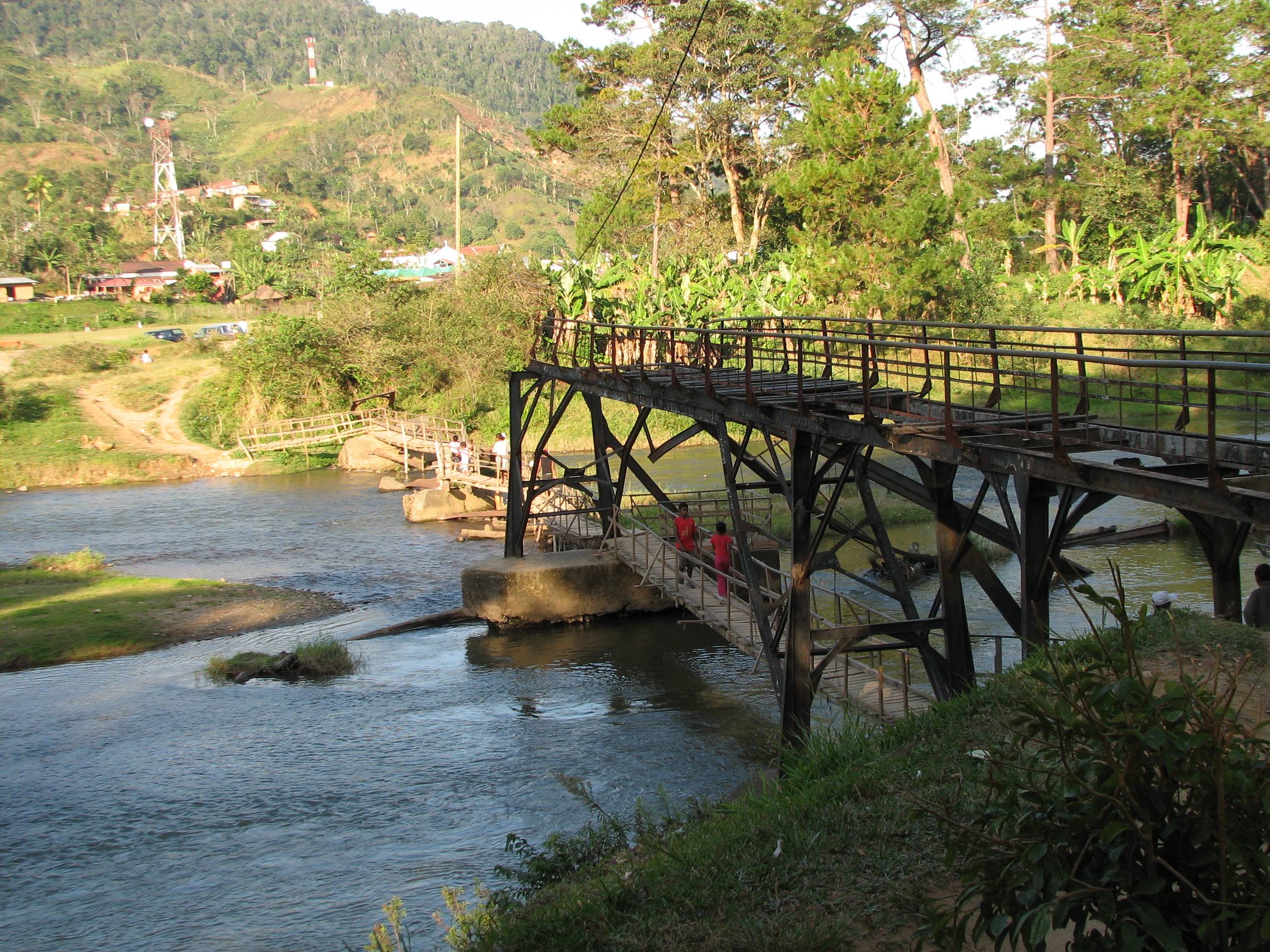
De Namorona.

- Namorona
- Nosivolo

## O
- Onive
- Onilahy
- Onive

## R
- Ramena
- Rianila

## S

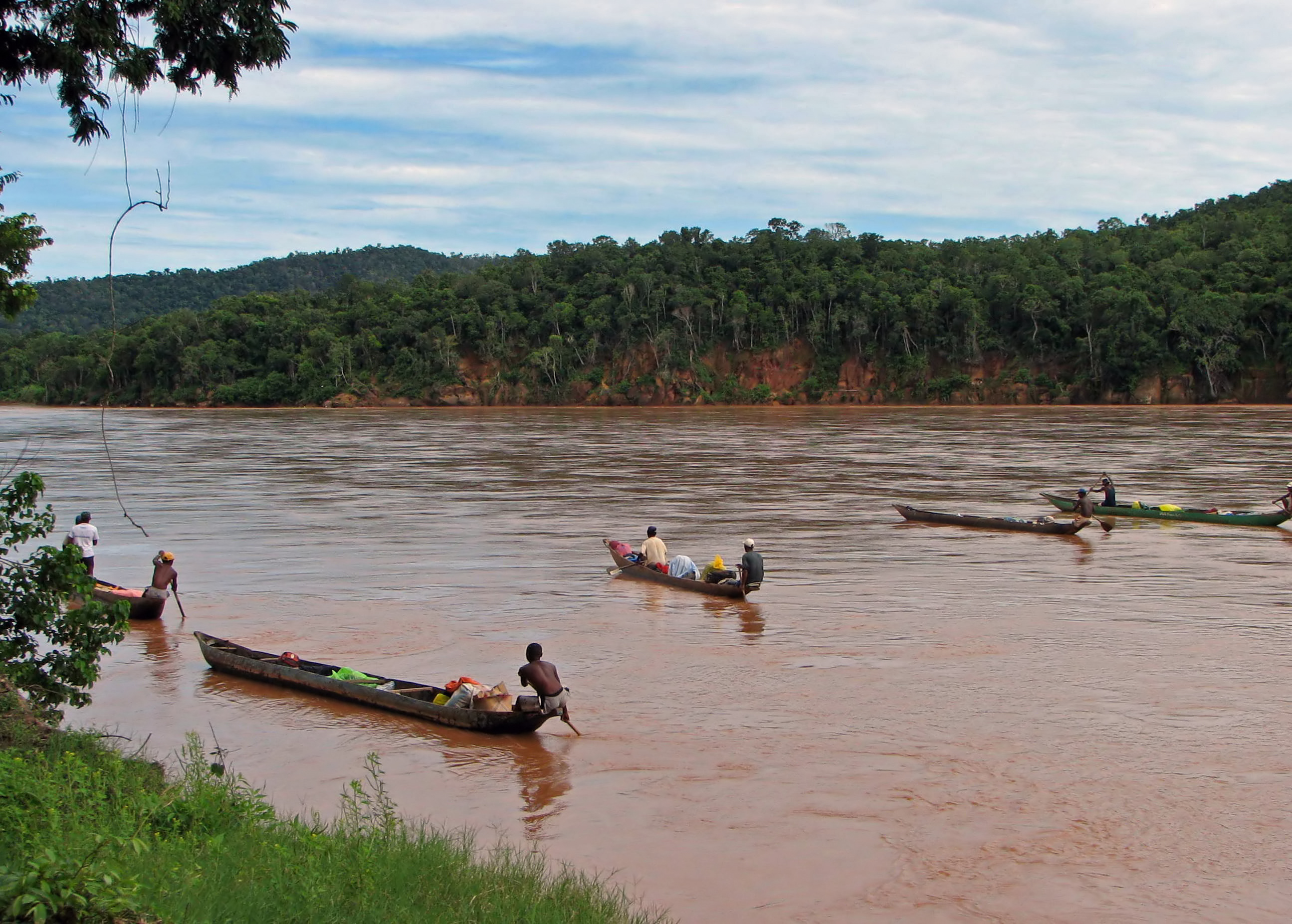
De Tsiribihina.

- Saharenana
- Sakaleona
- Sakanila
- Sakeni
- Sambirano
- Sofia

## T
- Tsiribihina

## Z
- Zomandao